# Granite Bay
Granite Bay és una concentració de població designada pel cens dels Estats Units a l'estat de Califòrnia. Segons el cens del 2000 tenia 19.388 habitants.

## Demografia
Segons el cens del 2000, Granite Bay tenia 19.388 habitants, 6.474 habitatges, i 5.587 famílies. La densitat de població era de 346,9 habitants/km².
Dels 6.474 habitatges en un 45,1% hi vivien nens de menys de 18 anys, en un 77% hi vivien parelles casades, en un 6,3% dones solteres, i en un 13,7% no eren unitats familiars. En el 10,6% dels habitatges hi vivien persones soles el 3,5% de les quals corresponia a persones de 65 anys o més que vivien soles. El nombre mitjà de persones vivint en cada habitatge era de 2,99 i el nombre mitjà de persones que vivien en cada família era de 3,22.
Per edats la població es repartia de la següent manera: un 30,8% tenia menys de 18 anys, un 4,7% entre 18 i 24, un 24,8% entre 25 i 44, un 30,6% de 45 a 60 i un 9,2% 65 anys o més.
L'edat mediana era de 40 anys. Per cada 100 dones de 18 o més anys hi havia 96,7 homes.
La renda mediana per habitatge era de 98.762 $ i la renda mediana per família de 103.151 $. Els homes tenien una renda mediana de 81.049 $ mentre que les dones 50.237 $. La renda per capita de la població era de 46.140 $. Entorn de l'1,5% de les famílies i el 2,1% de la població estaven per davall del llindar de pobresa.

## Poblacions més properes
El següent diagrama mostra les poblacions més properes.